# Red and Anarchist Skinheads

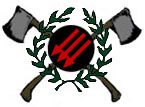
Il logo del RASH, in cui all'interno vi è il cerchio antifascista.

Il RASH (Red Anarchist SkinHeads, letteralmente in italiano: Skinhead Rossi e Anarchici) è un movimento giovanile che si caratterizza per le tendenze politiche comuniste o anarchiche e per l'appartenenza alla cultura urbana skinhead. Il RASH è formato principalmente da redskin e anarcoskin.

## Storia
Il movimento Skinhead nasce in Inghilterra alla metà degli anni '60, realizzato essenzialmente dalle classi nazionaliste, proletarie e patriottiche dei quartieri più degradati delle città inglesi, con la fusione di culture suburbane già esistenti (mod e rude boy) con i mutamenti socio-economici al tempo in via di sviluppo.
Il network RASH nacque nel 1993 a New York (Usa) da una scissione della precedente e tuttora esistente SHARP, con l'intento di cercare di mettere in pratica gli ideali del comunismo e dell'anarchia attraverso la lotta violenta nei confronti di istituzioni, forze dell'ordine e movimenti fascisti.
Nella dottrina portata avanti dalla RASH, Anarchismo sociale e Marxismo, assieme ai derivati di entrambe le correnti di pensiero, sono considerate le uniche correnti di pensiero politico che appoggino le istanze della classe lavoratrice.

## Descrizione sociopolitica
La RASH è un'organizzazione formata da Skinhead che si rifanno generalmente ad ideologie comuniste, anarchiche e socialiste rivoluzionarie. La rete assume comunque caratteristiche indipendenti dalla partitocrazia, sebbene alcuni dei militanti della RASH possano far parte di partiti di estrema sinistra.
La RASH collabora solitamente con organizzazioni quali l'ARA (Anti-Racist Action), l'AFA (Anti Fascist Action) e ovviamente la SHARP. Numerose sono però le nazioni in cui vi è stata una forte spaccatura tra la RASH e questa organizzazione, cosa che per ora non è avvenuta in Italia, oltre alla mai celata simpatia per i movimenti indipendentisti (Baschi, Irlandesi, Palestinesi, Curdi, Corsi, Sardi, Zapatisti ecc.). In Spagna ma ancor più in Francia è fortissimo il legame fra RASH e CNT (Confederación Nacional del Trabajo, storico sindacato anarchico, corrispondente all'USI-Unione Sindacale Italiana) e nella Gran Bretagna con l'Anti-Nazi League.
La RASH fa dei principi dell'antifascismo, dell'antirazzismo e dell'anticapitalismo le sue bandiere ed i suoi militanti dichiarano di credere nei principi di solidarietà, uguaglianza e libertà che sono anche il significato delle tre frecce presenti nel simbolo dell'organizzazione.